# Otranto (cognome)
Otranto è un cognome di lingua italiana.

## Varianti
Otranti.

## Origine e diffusione
Cognome tipicamente pugliese, è presente prevalentemente in Salento.
Potrebbe derivare dal toponimo Otranto.

## Persone
- Bernardino Otranto – monaco italiano
- Giorgio Otranto – accademico italiano